# Station Koshienguchi
Station Koshienguchi (甲子園口駅, Kōshienguchi, uitgesproken als Kōshiënguchi) is een spoorwegstation in de Japanse stad Nishinomiya in de prefectuur Hyōgo. Het wordt aangedaan door de JR Kobe-lijn. Vanwege de lange naam wordt het soms afgekort tot enguchi. Het station heeft vier sporen, waarvan spoor vier bestemd is voor doorgaande treinen.

## Lijnen

### JR West
| 1 | ■ JR Kobe-lijn       | richting Sannomiya en Himeji              |
| 2 | ■ JR Kobe-lijn       | richting Amagasaki, Osaka en Kita-Shinchi |
| 3 | ■ JR Kobe-lijn       | richting Amagasaki, Osaka en Kita-Shinchi |
| 4 | ■ Doorgaande treinen |                                           |

## Geschiedenis
Het station werd in 1934 geopend. In 1978 werd er een nieuw station gebouwd en het spoor opgehoogd.

## Overig openbaar vervoer
Bussen 36, 39 en 50.

## Stationsomgeving
- Mukogawa (rivier)
- Vrouwenuniversiteit van Mukogawa
- Verkorte Universiteit van Kōshien
- Sunkus
- Tsutaya
- Kentucky Fried Chicken
- MOS Burger
- 7-Eleven

(Tōkaidō-lijn<<) · Ōsaka · Tsukamoto · Amagasaki · Tachibana · Koshienguchi · Nishinomiya · Sakura-Shukugawa · Ashiya · Konan-Yamate · Settsu-Motoyama · Sumiyoshi · Rokkomichi · Nada · Sannomiya · Motomachi · Kōbe · Hyōgo · Shin-Nagata · Takatori · Suma-Kaihinkōen · Suma · Shioya · Tarumi · Maiko · Asagiri · Akashi · Nishi-Akashi · Okubo · Uozumi · Tsuchiyama · Higashi-Kakogawa · Kakogawa · Hoden · Sone · Himeji-Bessho · Gochaku · Himeji · (>>Sanyō-lijn) 

Wadamisaki-lijn: Hyōgo · Wadamisaki